# Bart Stevens
Bart Stevens (Waalwijk, 29 gennaio 1998) è un tennista olandese.
Dal 2020 gioca quasi esclusivamente in doppio, specialità nella quale ha vinto il primo titolo nel circuito maggiore nel 2025 e ha raggiunto i quarti di finale al torneo di Wimbledon 2023. Vanta inoltre diversi titoli nei circuiti minori e il suo miglior ranking ATP è il 69º posto raggiunto nel novembre 2023.

## Carriera

### 2015-2020, inizi tra i professionisti e primi titoli ITF
Fa la sua prima apparizione tra i professionisti nel 2015 e inizia a giocare con continuità nel giugno 2016 nel circuito ITF, Si dimostra ben presto più competitivo in doppio, nell'agosto 2017 disputa e perde la prima finale al torneo Finland F3 e vince la seconda nel luglio 2018 all'Estonia F1. Nel prosieguo della stagione e nei due anni successivi continua a raccogliere successi nel circuito ITF.

### 2021-2022, primi titoli Challenger e 110º nel ranking
Fa il suo esordio nell'ATP Challenger Tour nel giugno 2021 con una sconfitta al primo turno e al successivo torneo M25 The Haugue dell'Aia vince il suo decimo e ultimo titolo ITF. Si concentra a giocare nei tornei Challenger e il 18 settembre 2021 conquista il primo titolo di categoria all'Open de Rennes in coppia con Tim van Rijthoven, con il successo in finale su Marek Gengel / Tomáš Macháč per 6-7, 7-5, [10-3]. Nel prosieguo della stagione disputa altre due finali con Jesper de Jong, vincono quella al Challenger Ciudad de Guayaquil e Stevens chiude l'anno con il nuovo miglior ranking ATP al 205º posto mondiale.
Nel febbraio 2022 fa la sua prima esperienza nel circuito maggiore perdendo al primo turno di qualificazione al Rotterdam Open e la settimana successiva fa il suo ingresso nella top 200. A marzo vince con de Jong il Santa Cruz Challenger in Bolivia e ad aprile vincono anche il Garden Open di Roma. Entra per la prima volta nel tabellone principale di un torneo ATP a giugno sull'erba del Rosmalen Open, ancora con de Jong, e vengono sconfitti al primo turno per 8-10 nel set decisivo dai top 60 Hugo Nys / Édouard Roger-Vasselin. Il mese successivo gioca con Tallon Griekspoor al torneo ATP di Kitzbühel, al primo turno eliminano i campioni uscenti Alexander Erler / Lucas Miedler - nel primo successo di Stevens nel circuito maggiore - e si ritirano prima di affrontare il turno seguente. Dopo la semifinale raggiunta a settembre alla Copa Sevilla, Stevens porta il best ranking alla 110ª posizione.

### 2023, quarti di finale a Wimbledon e 69º nel ranking
Alla fine del 2022 comincia a giocare in coppia con Patrik Niklas-Salminen, perdono due finali Challenger nel gennaio 2023 e a febbraio vincono il Challenger 125 di Manama. La settimana successiva vince un altro incontro del circuito maggiore all'ATP 500 di Dubai con Griekspoor sconfiggendo i quotati Jason Kubler / John Peers, a fine torneo Stevens sale alla 102ª posizione mondiale. Dopo le sconfitte in due finali Challenger con Niklas-Salminen, Stevens gioca il suo primo torneo del Grande Slam al Roland Garros con Griekspoor, ed escono di scena al primo turno. Si presentano anche a Wimbledon, dove entrano nel tabellone come alternate per l'indisposizione di Nick Kyrgios; all'esordio sconfiggono a sorpresa le teste di serie nº 3 Rajeev Ram / Joe Salisbury, si spingono fino ai quarti di finale con i successi su Bolelli / Vavassori e Melo / Peers e vengono eliminati dalle teste di serie nº 6 Bopanna / Ebden in 3 set dopo aver vinto il primo. A fine torneo Stevens fa il suo ingresso in top 100, all'83ª posizione.
In coppia con Matteo Arnaldi fa il suo esordio anche agli US Open ed escono di scena al secondo turno, Dopo la semifinale persa la settimana successiva insieme a Niklas-Salminen all'Istanbul Challenger sale alla 75ª posizione mondiale. Continua a salire nel ranking in autunno con la semifinale ATP - la prima in carriera - raggiunta in coppia con Griekspoor allo Stockholm Open e con il successo assieme a Julian Cash al Good to Great Challenger di Danderyd, dopo il quale porta il miglior ranking alla 69ª posizione.

### 2024-2025, prima finale ATP e sei titoli Challenger
Nella prima parte del 2024 vince il Challenger di Spalato in coppia con Jonathan Eysseric e un solo incontro nel circuito maggiore, in estate esce dalla top 100. Ad agosto vince il Challenger di Lüdenscheid in coppia con David Pel. A ottobre raggiunge nuovamente la semifinale con Griekspoor all'ATP dello Stockholm Open. Nel finale di stagione disputa in coppia con Vasil Kirkov due finali Challenger e vincono quella di Kobe. Nel febbraio 2025 disputa assieme a Griekspoor la sua prima finale ATP all'Open Sud de France, vengono sconfitti da Robin Haase / Botic van de Zandschulp con il punteggio di 7–6, 3–6, [5–10], e Stevens rientra nella top 100. Ancora con Griekspoor raggiunge la semifinale all'ATP 250 di Marrakech. Gioca assieme a Kirkov tre finali consecutive in tornei Challenger, sempre contro Ray Ho / Matthew Romios; perdono le prime due a Gwangju e a Canton e vincono quella di Wuxi. Ancora con Kirkov vince a giugno il Challenger 100 della Heilbronner Neckarcup, mentre a luglio vincono il Challenger 125 del Braunschweig Open e perdono la finale al Challenger 75 di Hagen.

## Statistiche
Aggiornate al 18 agosto 2025.

### Doppio

#### Finali perse (1)
| Legenda              |
| Grande Slam (0)      |
| ATP Finals (0)       |
| ATP Masters 1000 (0) |
| ATP Tour 500 (0)     |
| ATP Tour 250 (1)     |

| N. | Data            | Torneo                          | Superficie  | Compagno          | Avversari in finale                 | Punteggio           |
| 1. | 2 febbraio 2025 | Open Sud de France, Montpellier | Cemento (i) | Tallon Griekspoor | Robin Haase Botic van de Zandschulp | 7-6(7), 3-6, [5-10] |

### Tornei minori

#### Doppio

##### Vittorie (22)
| Legenda tornei minori |
| Challenger (12)       |
| ITF (10)              |

| N.  | Data              | Torneo                                                 | Superficie  | Compagno               | Avversari in finale                          | Punteggio           |
| 1.  | 18 settembre 2021 | Open de Rennes, Rennes                                 | Cemento (i) | Tim van Rijthoven      | Marek Gengel Tomáš Macháč                    | 6(2)-7, 7-5, [10-3] |
| 2.  | 6 novembre 2021   | Challenger Ciudad de Guayaquil, Guayaquil              | Terra rossa | Jesper de Jong         | Diego Hidalgo Cristian Rodríguez             | 7-5, 6-2            |
| 3.  | 26 marzo 2022     | Santa Cruz Challenger, Santa Cruz de la Sierra         | Terra rossa | Jesper de Jong         | Nicolás Barrientos Miguel Ángel Reyes Varela | 6-4, 3-6, [10-6]    |
| 4.  | 30 aprile 2022    | Garden Open, Roma                                      | Terra rossa | Jesper de Jong         | Sadio Doumbia Fabien Reboul                  | 3-6, 7-5, [10-8]    |
| 5.  | 18 febbraio 2023  | Bahrain Ministry of Interior Tennis Challenger, Manama | Cemento     | Patrik Niklas-Salminen | Ruben Gonzáles Fernando Romboli              | 6-3, 6-4            |
| 6.  | 18 novembre 2023  | Good to Great Challenger, Danderyd                     | Cemento (i) | Julian Cash            | Jeevan Nedunchezhiyan Vijay Sundar Prashanth | 6(7)-7, 6-4, [10-7] |
| 7.  | 14 aprile 2024    | Split Open, Spalato                                    | Terra rossa | Jonathan Eysseric      | Filip Bergevi Mick Veldheer                  | 6-4, 5-7, 7-5       |
| 8.  | 4 agosto 2024     | Sauerland Open, Lüdenscheid                            | Terra rossa | David Pel              | Matwé Middelkoop Denys Molčanov              | 6-4, 2-6, [10-8]    |
| 9.  | 16 novembre 2024  | Kobe Challenger, Kōbe                                  | Cemento (i) | Vasil Kirkov           | Kaichi Uchida Takeru Yuzuki                  | 7-6(7), 7-5         |
| 10. | 10 maggio 2025    | Wuxi Open, Wuxi                                        | Cemento     | Vasil Kirkov           | Ray Ho Matthew Romios                        | 3-6, 7-5, 10-6      |
| 11. | 8 giugno 2025     | Heilbronner Neckarcup, Bad Rappenau                    | Terra rossa | Vasil Kirkov           | Jakob Schnaitter Mark Wallner                | 7-6(5), 4-6, [10-7] |
| 12. | 12 luglio 2025    | Braunschweig Open, Braunschweig                        | Terra rossa | Vasil Kirkov           | Alexander Merino Christoph Negritu           | 6-2, 6-3            |

##### Finali perse (16)
| Legenda tornei minori |
| Challenger (10)       |
| ITF (6)               |

| N.  | Data              | Torneo                                | Superficie  | Compagno               | Avversari in finale                          | Punteggio           |
| 1.  | 25 settembre 2021 | Braga Open, Braga                     | Terra rossa | Jesper de Jong         | Nuno Borges Francisco Cabral                 | 3-6, 7-6(4), [5-10] |
| 2.  | 14 maggio 2022    | Heilbronner Neckarcup, Heilbronn      | Terra rossa | Jelle Sels             | Nicolás Barrientos Miguel Ángel Reyes Varela | 5-7, 3-6            |
| 3.  | 14 gennaio 2023   | Oeiras Indoors II, Oeiras             | Cemento (i) | Patrik Niklas-Salminen | Sander Arends David Pel                      | 3-6, 6(3)-7         |
| 4.  | 21 gennaio 2023   | Tenerife Challenger, Guía de Isora    | Cemento     | Patrik Niklas-Salminen | Victor Vlad Cornea Sergio Martos Gornés      | 3-6, 4-6            |
| 5.  | 25 marzo 2023     | Saint-Brieuc Challenger, Saint-Brieuc | Cemento     | Patrik Niklas-Salminen | Dan Added Albano Olivetti                    | 6-4, 6(7)-7, [6-10] |
| 6.  | 15 aprile 2023    | Open Comunidad de Madrid, Madrid      | Terra rossa | Patrik Niklas-Salminen | Ivan Ljutarevič Vladyslav Manafov            | 4-6, 4-6            |
| 7.  | 2 novembre 2024   | Seoul Open Challenger, Seul           | Cemento     | Vasil Kirkov           | Ramkumar Ramanathan Saketh Myneni            | 4-6, 6-4, [3-10]    |
| 8.  | 26 aprile 2025    | Gwangju Open, Gwangju                 | Cemento     | Vasil Kirkov           | Ray Ho Matthew Romios                        | 3-6, 6(6)-7         |
| 9.  | 3 maggio 2025     | ATP Challenger Guangzhou, Canton      | Cemento     | Vasil Kirkov           | Ray Ho Matthew Romios                        | 3-6, 4-6            |
| 10. | 2 agosto 2025     | Hagen Challenger, Hagen               | Terra rossa | Vasil Kirkov           | Hendrik Jebens Albano Olivetti               | 4-6, 7-6(2), [8-10] |